# Jermakowo (Kaliningrad)
Jermakowo (russisch Ермаково, deutsch Deutsch Wilten) ist ein Ort in der russischen Oblast Kaliningrad (Gebiet Königsberg (Preußen)) und gehört zur Domnowskoje selskoje posselenije (Landgemeinde Domnowo (Domnau)) im Rajon Prawdinsk (Kreis Friedland (Ostpr.)).

## Geographische Lage
Das Dorf liegt in der historischen Region Ostpreußen, etwa fünfzig Kilometer südsüdöstlich von Kaliningrad (Königsberg) und  acht Kilometer südwestlich der Stadt Prawdinsk (Friedland in Ostpreußen). Sechs Kilometer südlich verläuft die russisch-polnische Grenze.

## Geschichte

Deutsch Wilten, südsüdöstlich von Königsberg i. Pr. und südwestlich von Friedland in Ostpreußen, auf einer Landkarte von 1910

Im Jahr 1782 gehörte das adlige Dorf Deutsch Wilten zur Gutsherrschaft Abbarten. Es hatte 26 Feuerstellen (Haushaltungen) und eine Mutterkirche; eingepfarrt war die Ortschaft Klingenberg.
Am 11. Juni 1874 bildete die damals Deutsch Wilten genannte Landgemeinde mit den Gutsbezirken Abbarten  und Georgenau den neu errichteten Amtsbezirk Abbarten, der zum Kreis Friedland, ab 1927 Landkreis Bartenstein (Ostpr.) im Regierungsbezirk Königsberg der preußischen Provinz Ostpreußen im Deutschen Reich gehörte.
Im Jahre 1910 zählte Deutsch Wilten 281 Einwohner. Am 30. September 1928 vergrößerte sich der Gemeindebezirk von Deutsch Wilten, als nämlich die Gutsbezirke Sophiental und Bothkeim (russisch: Tschistopolje) eingegliedert wurden. Die Einwohnerzahl vergrößerte sich bis 1933 auf 748 und betrug 1939 noch 734.
Am 4. Mai 1930 bereits wurde der Amtsbezirk Abbarten in „Amtsbezirk Deutsch Wilten“ umbenannt. Gehörten ihm 1931 noch die Landgemeinden Deutsch Wilten, Georgenau (russisch: Roschtschino), Groß Sporwitten  (Poddubnoje) und Wolmen (Malinowka) an, so waren es am 1. Januar 1945 nur noch die Gemeinden Deutsch Wilten, Georgenau und Wolmen.
Gegen Ende des Zweiten Weltkrieges  wurde Deutsch Wilten im Frühjahr 1945 von der Roten Armee besetzt. Anschließend wurde Deutsch Wilten  zusammen mit dem nördlichen Ostpreußen von der Sowjetunion besatzungsrechtlich in eigene Verwaltung genommen. Das Dorf erhielt 1947 die russische Bezeichnung „Jermakowo“.
Bis zum Jahre 2009 war der Ort in den Domnowski sowjet (Dorfsowjet Domnowo (Domnau)) eingegliedert und ist seither – aufgrund einer Struktur- und Verwaltungsreform – eine als „Siedlung“ (russisch: possjolok) eingestufte Ortschaft innerhalb der Domnowskoje selskoje posselenije (Landgemeinde Domnowo) im Rajon Prawdinsk der Oblast Kaliningrad.

## Verkehr
Jermakowo liegt an einer Nebenstraße (ehemalige deutsche Reichsstraße 142), die von Prawdinsk (Friedland) bis ins Grenzgebiet zum früheren Ort Schirokoje (Schönbruch) führt und vor 1945 weiter bis nach Bartenstein  verlief.
Bis 1945 bestand Bahnanschluss über die zwei Kilometer entfernte Station Preußisch Wilten (russisch: Snamenskoje) an der Bahnstrecke von Königsberg (heute russisch: Kaliningrad) nach Heilsberg (heute polnisch: Lidzbark Warmiński), die heute nicht mehr betrieben wird.

## Kirche

### Kirchengebäude
Die Kirche von Deutsch Wilten wurde 1846 auf ordenszeitlichen Grundmauern errichtet. Im Zweiten Weltkrieg blieb sie weitgehend erhalten. Dann aber wurde sie zweckentfremdet und zunächst als Lagerhalle, danach als Turnhalle für die Schule und ab 1994 erneut als Lagerhalle genutzt. Dabei wurde der westliche Eingang verbreitert. 1988 erhielt das Gebäude ein neues Dach aus Asbestzementplatten, und die Rundbogenfenster wurden verglast. Der obere Teil des Turms existiert nicht mehr, und der untere Teil wurde zur Vorhalle. Besonders an der Ostwand sind noch Reste des mittelalterlichen Mauerwerks zu sehen.

### Kirchengemeinde
Deutsch Wilten war bis 1945 der Pfarrsitz der unter einem Pfarramt verbundenen drei selbständigen evangelischen Kirchengemeinden Deutsch Wilten, Georgenau (heute russisch: Roschtschino) und Klingenberg. Dabei war in Georgenau – anders als in Klingenberg – zunächst ein eigener Pfarrer tätig. Erst 1779, als der damalige Georgenauer Pfarrer Christian Ludwig Dörfer die Pfarrstelle in Deutsch Wilten übernahm (die hatte zuvor sein Vater Daniel Ludwig Dörfer inne), wurde Georgenau pfarramtlich mit Deutsch Wilten verbunden.
War Klingenberg ursprünglich der Inspektion Rastenburg (heute polnisch: Kętrzyn) zugeordnet, gehörten Georgenau und Deutsch Wilten zum Aufsichtbezirk des Königsberger Oberhofpredigers. Bis 1945 waren dann alle drei Gemeinden zum Kirchenkreis Friedland (russisch: Prawdinsk), danach zum Kirchenkreis Bartenstein (polnisch: Bartoszyce) innerhalb der Kirchenprovinz Ostpreußen der Kirche der Altpreußischen Union zugehörig.
Heute liegt Jermakowo im Einzugsgebiet der Kirchengemeinde in Domnowo (Domnau), die eine Filialgemeinde der Auferstehungskirche in Kaliningrad (Königsberg) ist. Sie gehört zur Propstei Kaliningrad in der Evangelisch-Lutherischen Kirche Europäisches Russland (ELKER).

### Kirchspielorte (bis 1945)
Zum Kirchspiel Deutsch Wilten (ohne Georgenau und Klingenberg) gehörten bis 1945 neben dem Pfarrort noch zwölf Ortschaften:
| Deutscher Name                | Russischer Name |  | Deutscher Name         | Russischer Name |
| ----------------------------- | --------------- |  | ---------------------- | --------------- |
| Alsnienen (Wolmen West)       | Swobodnoje      |  | Meludwiesen            |                 |
| Ditthausen                    | Krasny Bor      |  | Pelklack bei Friedland |                 |
| Grasmark                      |                 |  | Sophienthal            | Demjanowo       |
| Groß Sporwitten               | Poddubnoje      |  | Sortlack bei Friedland |                 |
| Klein Sporwitten (Wolmen Ost) | Wostotschnoje   |  | Talskeim               | Ptscholino      |
| Ludwigshof                    |                 |  | Wolmen (Wolmen Mitte)  | Malinowka       |

### Pfarrer (bis 1945)
Von der Reformation bis 1945 amtierten in Deutsch Wilten 16 evangelische Geistliche:
| - Paulus Fischer, bis 1570 - Christoph Petzel, 1577/1583 - Adam Röseler, 1601 - Christoph Langhans - Christian Masius, 1668 - Andreas Mylius, 1669–1707 - Carl Friedrich Natius, 1707–1722 - Johann Friedrich Schneider, 1722–1732 | - David Friese, 1734–1743 - Daniel Ludwig Dörfer, 1743–1779 - Christian Ludwig Dörfer, 1779–1821 - Gottfried Ewald Rhode, 1821–1838 - Friedrich Heinrich L. Kaulbars, 1838–1872 - Friedrich Heinrich Kaulbars, 1872–1909 - Max Will, 1909–1927 - Egon Sprang, 1927–1945 |

### Kirchenbücher
Die Kirchenbücher der Kirchengemeinde Deutsch Wilten sind bis auf wenige Lücken erhalten und werden im Evangelischen Zentralarchiv in Berlin-Kreuzberg aufbewahrt:
- Taufen:  1668 bis 1944
- Trauungen:  1718 bis 1944
- Beerdigungen:  1716 bis 1944
- Konfirmationen: 1838 bis 1944
- Abendmahlsteilnehmer: 1767 bis 1944